# Dolicheremaeus trimucronatus
Dolicheremaeus trimucronatus är en kvalsterart som beskrevs av Sandór Mahunka 1973. Dolicheremaeus trimucronatus ingår i släktet Dolicheremaeus och familjen Tetracondylidae. Inga underarter finns listade i Catalogue of Life.